# 約阿希姆·恩斯特 (安哈特)
約阿希姆·恩斯特（德語：Joachim Ernst von Anhalt，1536年10月21日—1586年12月6日），安哈特親王，1570年至1586年在位。

## 家庭
1560年，約阿希姆·恩斯特與巴爾比-慕林根的阿格尼絲（Agnes of Barby-Mühlingen）結婚，兩人共有2子3女：
1. 安娜·瑪麗亞（英语：Anna Maria of Anhalt）（1561年—1605年）
2. 伊莉莎白（1563年—1607年）
3. 希比拉（1564年—1614年）
4. 約翰·格奧爾格（1567年—1618年）
5. 克里斯蒂安（1568年—1630年）

阿格尼絲於1569年去世。1571年，約阿希姆·恩斯特與符騰堡的艾蕾諾爾結婚，兩人共有3子3女：
1. 阿格尼絲·海德薇希（1573年—1616年）
2. 多蘿西亞·瑪麗亞（1574年—1617年）
3. 奧古斯特（1575年—1653年）
4. 魯道夫（1576年—1621年）
5. 路德維希（1579年—1650年）
6. 安娜·索菲亞（英语：Anna Sophie of Anhalt）（1584年—1652年）